# ТЕС Гаррі 1, 2
ТЕС Гаррі 1, 2 — теплова електростанція в Судані, розташована за чотири десятки кілометрів на північ від його столиці Хартуму. Створена за технологією комбінованого парогазового циклу, стала першою станцією такого типу в країні.
Станцію розмістили на площадці нафтоперробного заводу, який постачає необхідні їй для роботи нафтопродукти та зріджений нафтовий газ.
Спершу в 2003 році ввели в експлуатацію п'ять газових турбін виробництва General Electric типу PG6581 потужністю по 42,7 МВт. Чотири з них обладнали котлами утилізаторами, які живили дві парові турбіни. Таким чином у першій черзі (Гаррі 1) створили два блоки комбінованого циклу.
Для добудови другої черги, що за планами мала бути ідентичною першій, залучили китайських інвесторів. На початку 2009 року вона була введена в експлуатацію, при цьому окрім двох парових додали три газові турбіни тієї ж компанії General Electric, проте дещо іншого типу PG6551 потужністю по 40,5 МВт.
Можливо відзначити, що традиційна для Судану висока температура суттєво знижувала фактичну потужність газових турбін. Так, для PG6581 вона могла падати на 10 МВт, а для PG6551 на 8 МВт. В результаті потужність кожної черги в джерелах вказують як 210 МВт  або навіть по 180 МВт.